# کلیسای مریم مقدس (اردبیل)
کلیسای مریم مقدس در سال ۱۸۷۶ میلادی (۱۲۵۵ خورشیدی) بنا شده‌است. این بنا با خرج خانواده گالوست میرزایان و اهتمام خاچاطور شهبازیان ساخته شد. تا سال ۱۹۴۴ میلادی این کلیسا فعال بوده و آخرین مراسم مذهبی و نماز جماعت در سال ۱۹۴۴ میلادی (۱۳۲۳) خورشیدی توسط کشیش وارطان ژاماگورسیان در آن انجام می‌شده‌است. از آن تاریخ به بعد به دلیل مهاجرت خانواده‌های ارمنی به تبریز و تهران انجام مراسم مذهبی در کلیسا تعطیل شده‌است. امروز که یک قرن از عمر بنای کلیسای مریم مقدس اردبیل می‌گذرد، متعلقات کلیسا از جمله حمام و مدرسه به‌طور کامل از بین رفته و تنها بنای کلیسای رو به تخریب به حیات غیرفعال خود ادامه می‌دهد. از سال ۱۳۷۰ کلیسای مذکور از طرف شورای خلیفه‌گری ارامنه آذربایجان در اختیار مدیریت میراث فرهنگی اردبیل قرار گرفت تا با کمک‌های مالی ارامنه این بنای تاریخی مرمت شود و با تغییر کاربری از فضای آن جهت استفاده‌های فرهنگی و هنری استفاده شود.